# Kanton Le Lamentin-2 Nord
Der Kanton Le Lamentin-2 Nord war ein Kanton im französischen Übersee-Département Martinique im Arrondissement Fort-de-France. Er umfasste einen Teil der Gemeinde Le Lamentin.
Vertreter im Generalrat des Départements war seit 2011 David Zobda.